# Copa del Rey 2009/10
De Copa del Rey 2009/2010 was de 108e editie van de Copa del Rey. De competitie startte op 22 augustus 2009 en eindigde op 19 mei 2010 met de finale in Camp Nou, Barcelona. FC Barcelona was de titelverdediger. Het toernooi werd gewonnen door FC Sevilla, dat in de finale won van Atlético Madrid.

## Eerste ronde
De wedstrijden werden gespeeld op 22, 25, 26 en 27 augustus 2009.
AD Alcorcón, CD Alcoyano, CF Atlético Ciudad, Mérida UD, Ontinyent CF en Polideportivo Ejido kregen deze ronde vrije doorgang naar de tweede ronde.
| Team 1           | Res.          | Team 2                    |
| ---------------- | ------------- | ------------------------- |
| CD San Roque     | 1-2           | UD Melilla                |
| Villajoyosa CF   | 2-0           | UD Logroñés               |
| CD Lagun Onak    | 2-1           | CD Izarra                 |
| RSD Alcalá       | 0-1           | Real Oviedo               |
| SD Compostela    | 1-2           | Zamora CF                 |
| SD Lemona        | 2-2 ns (2-4)  | Cultural Leonesa          |
| UDA Gramenet     | 0-3           | UE Sant Andreu            |
| CE Sabadell      | 2-0           | Atlético Monzón           |
| Real Jaén        | 0-1           | Unión Estepona            |
| UD Marbella      | 1-0           | Caravaca CF               |
| Deportivo Alavés | 1-1 ns (1-4 ) | CF Palencia               |
| SD Ponferradina  | 1-1 ns (5-4)  | SD Eibar                  |
| CD Leganés       | 1-3           | CF Reus Deportiu          |
| UD Puertollano   | 3-1 nv        | Gimnástica de Torrelavega |
| SD Tenisca       | 2-4           | Badajoz Atlético          |
| Alicante CF      | 1-1 ns (5-4)  | Sporting Mahonés          |
| UB Conquense     | 1-0 nv        | CD Toledo                 |
| Lorca Deportiva  | 1-2 nv        | AD Ceuta                  |

## Tweede ronde
De wedstrijden werden gespeeld op 1, 2, 3, 9 en 16 september 2009. Recreativo de Huelva kreeg deze ronde vrije doorgang naar de derde ronde.
| Team 1              | Res.         | Team 2                 |
| ------------------- | ------------ | ---------------------- |
| Celta de Vigo       | 2-1          | Real Unión             |
| CD Lagun Onak       | 2-1          | Badajoz Atlético       |
| UE Sant Andreu      | 3-1          | UD Melilla             |
| Cultural Leonesa    | 4-0          | Unión Estepona         |
| Girona FC           | 1-0          | Gimnàstic de Tarragona |
| Real Sociedad       | 0-2          | Rayo Vallecano         |
| Real Betis          | 1-2          | Córdoba CF             |
| Ontinyent CF        | 2-1          | UB Conquense           |
| AD Alcorcón         | 2-0          | CF Palencia            |
| CF Atlético Ciudad  | 3-2          | Real Oviedo            |
| CD Alcoyano         | 2-0          | Villajoyosa CF         |
| UD Puertollano      | 3-0          | Zamora CF              |
| Albacete Balompié   | 0-1          | Hércules CF            |
| CE Sabadell         | 0-0 ns (1-3) | UD Marbella            |
| UD Salamanca        | 1-1 ns (4-3) | CD Castellón           |
| Levante UD          | 0-0 ns (3-4) | SD Huesca              |
| UD Las Palmas       | 2-1          | Cádiz CF               |
| Polideportivo Ejido | 0-0 ns (8-7) | SD Ponferradina        |
| FC Cartagena        | 3-2 nv       | Elche CF               |
| CD Numancia         | 2-3          | Real Murcia            |
| AD Ceuta            | 2-2 ns (4-5) | Alicante CF            |
| Mérida UD           | 1-1 ns (5-4) | CF Reus Deportiu       |

## Derde ronde
De wedstrijden werden gespeeld op 7 oktober 2009. Murcia kreeg deze ronde vrije doorgang naar de laatste 32.
| Team 1               | Res.         | Team 2              |
| -------------------- | ------------ | ------------------- |
| CD Lagun Onak        | 1-2          | AD Alcorcón         |
| UD Puertollano       | 2-1          | UE Sant Andreu      |
| UD Salamanca         | 2-0          | FC Cartagena        |
| Girona FC            | 1-3          | Celta de Vigo       |
| Hércules CF          | 2-0          | SD Huesca           |
| Mérida UD            | 1-3          | CD Alcoyano         |
| Recreativo de Huelva | 2-1          | UD Las Palmas       |
| UD Marbella          | 2-1          | Alicante CF         |
| Córdoba CF           | 0-1          | Rayo Vallecano      |
| CF Atlético Ciudad   | 0-0 ns (5-4) | Polideportivo Ejido |
| Ontinyent CF         | 0-0 ns (3-5) | Cultural Leonesa    |

## Laatste 32
De heenwedstrijden werden op 27, 28 en 29 oktober 2009 gespeeld, de terugwedstrijden werden op 10, 11 en 12 november 2009 gespeeld.
| Team 1               | Tot.         | Team 2                 | 1e wedstr. | 2e wedstr. |
| -------------------- | ------------ | ---------------------- | ---------- | ---------- |
| UD Marbella          | 0-8          | Atlético Madrid        | 0-2        | 0-6        |
| CD Alcoyano          | 2-3          | Valencia CF            | 0-1        | 2-2        |
| UD Puertollano       | 1-2          | Villarreal CF          | 1-1        | 0-1        |
| CF Atlético Ciudad   | 3-9          | Sevilla FC             | 2-4        | 1-5        |
| AD Alcorcón          | 4-1          | Real Madrid CF         | 4-0        | 0-1        |
| Celta de Vigo        | 3-1          | CD Tenerife            | 2-1        | 1-0        |
| Real Murcia          | 0-1          | Deportivo de La Coruña | 0-1        | 0-0        |
| Xerez CD             | 1-3          | CA Osasuna             | 1-2        | 0-1        |
| Real Zaragoza        | 1-1 (u)      | Málaga CF              | 1-1        | 0-0        |
| Recreativo de Huelva | 2-2 ns (4-2) | Sporting de Gijón      | 1-1        | 1-1        |
| Cultural Leonesa     | 0-7          | FC Barcelona           | 0-2        | 0-5        |
| Getafe CF            | 3-1          | RCD Espanyol           | 2-0        | 1-1        |
| Real Valladolid      | 2-2 (u)      | RCD Mallorca           | 2-1        | 0-1        |
| Rayo Vallecano       | 4-2          | Athletic Bilbao        | 2-0        | 2-2        |
| UD Salamanca         | 2-4          | Racing de Santander    | 1-0        | 1-4        |
| Hércules CF          | 3-1          | UD Almería             | 2-1        | 1-0        |

## Laatste 16
De loting voor deze ronde vond plaats op 1 december 2009. De heenwedstrijden werden op 6 januari 2010 gespeeld en de terugwedstrijden op 13 januari 2010.
| Team 1               | Tot.    | Team 2                 | 1e wedstr. | 2e wedstr. |
| -------------------- | ------- | ---------------------- | ---------- | ---------- |
| Celta de Vigo        | 2-1     | Villarreal CF          | 1-1        | 1-0        |
| AD Alcorcón          | 2-3     | Racing de Santander    | 2-3        | 0-0        |
| Hércules CF          | 2-2 (u) | CA Osasuna             | 2-1        | 0-1        |
| Valencia CF          | 3-4     | Deportivo de La Coruña | 1-2        | 2-2        |
| Málaga CF            | 3-6     | Getafe CF              | 2-1        | 1-5        |
| FC Barcelona         | 2-2 (u) | Sevilla FC             | 1-2        | 1-0        |
| Rayo Vallecano       | 3-4     | RCD Mallorca           | 2-1        | 1-3        |
| Recreativo de Huelva | 4-5     | Atlético Madrid        | 3-0        | 1-5        |

## Kwartfinale
De heenwedstrijden werden op 20, 21 januari 2010, de terugwedstrijden op 27 en 28 januari.
| Team 1                 | Tot.    | Team 2          | 1e wedstr. | 2e wedstr. |
| ---------------------- | ------- | --------------- | ---------- | ---------- |
| RCD Mallorca           | 2-2 (u) | Getafe CF       | 1-2        | 1-0        |
| Deportivo de La Coruña | 1-3     | FC Sevilla      | 0-3        | 1-0        |
| Racing de Santander    | 5-1     | CA Osasuna      | 2-1        | 0-3        |
| Celta de Vigo          | 1-2     | Atlético Madrid | 1-1        | 0-1        |

## Halve finale
De heenwedstrijden werden op 3 en 4 februari gespeeld, de terugwedstrijden op 10 en 11 februari.
| Team 1              | Tot. | Team 2          | 1e wedstr. | 2e wedstr. |
| ------------------- | ---- | --------------- | ---------- | ---------- |
| Racing de Santander | 3-6  | Atlético Madrid | 0-4        | 3-2        |
| Getafe CF           | 1-2  | FC Sevilla      | 2-0        | 1-0        |

## Finale
|                          |                      |     |                 |                                                                                 |
| 19 mei 2010 21:30 (MEZT) | Sevilla FC           | 2-0 | Atlético Madrid | Camp Nou, Barcelona Toeschouwers: 93.000 Scheidsrechter: Manuel Mejuto González |
| 19 mei 2010 21:30 (MEZT) | Capel 5' Navas 90+1' |     |                 | Camp Nou, Barcelona Toeschouwers: 93.000 Scheidsrechter: Manuel Mejuto González |

1979/80 · 
1980/81 · 
1981/82 · 
1982/83 · 
1983/84 · 
1984/85 · 
1985/86 · 
1986/87 · 
1987/88 · 
1988/89 · 
1989/90 · 
1990/91 · 
1991/92 · 
1992/93 · 
1993/94 · 
1994/95 · 
1995/96 · 
1996/97 · 
1997/98 · 
1998/99 · 
1999/00 · 
2000/01 · 
2001/02 · 
2002/03 · 
2003/04 · 
2004/05 · 
2005/06 · 
2006/07 · 
2007/08 · 
2008/09 · 
2009/10 · 
2010/11 · 
2011/12 · 
2012/13 · 
2013/14 · 
2014/15 · 
2015/16 · 
2016/17 · 
2017/18 · 
2018/19 ·
2019/20 ·
2020/21 ·
2021/22 ·
2022/23 ·
2023/24 ·
2024/25